# Komunální volby 1938 (Československo)
Komunální volby 1938 byly volby do zastupitelstev obcí konané v roce 1938 v prvorepublikovém Československu.

## Dobové souvislosti
Volby probíhaly v době, kdy vládla třetí vláda Milana Hodži, takzvaná široká koalice sdružující pravicové, středové i levicové politické strany (nyní již jen české, tedy bez německých menšinových stran). Vláda termín voleb dlouho odsouvala v naději, že odezní velká hospodářská krize i národnostní napětí mezi Čechy a Němci, ale tato očekávání se nenaplnila. (I tak se v mezidobí uskutečnily v některých městech a obcích volby - v průběhu jara a podzimu 1935 např. v Brně, Moravské Ostravě, Plzni, Prachaticích, Znojmě, Hodoníně či Vyškově, 1. prosince pak v dalších 360 municipalitách - např. Hradci Králové, Náchodě, Mělníku, Mladé Boleslavi, Kutné Hoře, Domažlicích, Ústí nad Orlicí, Slaném či Přelouči 7. června 1936 v dalších 233 - např. Prostějově, Nymburku či Říčanech, a 6. prosince 1936 v 269 obcích - např. Českých Budějovicích či Strakonicích.)

## Výsledky voleb
Volby se konaly ve třech etapách během jara 1938, 22. května, 29. května a 12. června. Vypsány byly v 10 896 obcích (5 986 Čechách, 2 019 na Moravě a ve Slezsku, 2 831 na Slovensku a 60 na Podkarpatské Rusi), ale z důvodu odevzdání jediné kandidátní listiny či několika kandidátních listin s celkovým počtem kandidátů kandidátů rovnajícímu se počtu členů daného zastupitelstva hlasování proběhlo jen v 5 270 obcích (2 664 v Čechách, 1 100 na Moravě a ve Slezsku, 1 452 na Slovensku a 54 na Podkarpatské Rusi). Atmosféru voleb poznamenal anšlus Rakouska a česko-německé napětí, které nyní získalo již mezinárodní rozměr (částečná mobilizace v roce 1938). Volby přinesly výrazný nárůst hlasů pro Sudetoněmeckou stranu, která obdržela 85-93 % hlasů německých voličů. Lokálně posíla i Komunistická strana Československa, jež získala nové voliče zejména v Praze a v českých zemích, aby ztratila na Moravě a Slovensku. Zisky si připsala také Československá strana národně socialistická. V Praze národní socialisté vyhráli se 143 430 hlasy, komunisté skončili druzí s 90 500 hlasy. V hlavním městě výrazně posílili i agrárníci, mírně rovněž lidovci. Naopak propad voličské podpory postihl sociální demokraty a Národní sjednocení. Podobné tendence se projevily i v dalších 19 etnicky českých městech (jen zisky komunistů a ztráty sociálních demokratů tu byly slabší). Ve 20 městech etnicky německého pohraničí dominovala Sudetoněmecká strana s cca 88 % hlasů (ještě výraznější bylo její vítězství mezi Němci na Moravě), zatímco Německá sociálně demokratická strana dělnická v ČSR se propadla o 35-50 % a výrazné ztráty zaznamenali v německém prostředí i komunisté. Na Slovensku ukazují dílčí výsledky v tamních městech propad komunistů, snížení volebních zisků československých stran (s výjimkou národních socialistů a argrárníků) a stagnaci Hlinkovy slovenské ľudové strany. V celostátní politice byly volby využity Sudetoněmeckou stranou jako důkaz, že má podporu drtivé většiny Němců v ČSR. Šlo o vůbec poslední lidové hlasování během První republiky a o poslední volby s širokou stranickou soutěží až do parlamentních voleb v roce 1990, rovněž tak o první a na dlouhou dobu poslední volby, kdy voliči mohli udělovat kandidátům preferenční hlasy.
| Město                         | Rozdělení hlasů a (mandátů) |
| Báňská (Banská) Bystrica      | HSĽS 1612 (10), Maďaři 774 (4), KSČ 676 (4), ČSDSD 565 (4), Židé 524 (3), ČSNS 516 (3), RSZML 512 (3), ČŽOSS 481 (3), NSj. 148 (1), SNS 146 (1) |
| Benešov                       | ČSNS 1126 (9), ČSDSD 743 (6), RSZML 602 (5), Nepolit. kandidátka 586 (4), ČSL 555 (5), ČŽOSS 510 (4), KSČ 302 (2), NSj. 199 (1), NOF 55 (0) |
| Beroun                        | KSČ 2330 (11), ČSNS 1407 (6), ČSDSD 1381 (6), NSj. 853 (4), ČŽOSS 751 (4), ČSL 727 (3), RSZML - Čs. Domov 314 (1), RSZML 308 (1) |
| Bílina                        | SdP 3718 (20), Čs. dem. polit. str. 2373 (13), KSČ 391 (2), DSAP 329 (1) |
| Blansko                       | ČSDSD 1183 (11), ČSNS 795 (7), ČŽOSS 373 (4), KSČ 347 (3), ČSL 304 (3), RSZML 150 (1), NSj. 71 (1) |
| Bratislava                    | Slovenská jednota pro rep. a dem. 24798 (19), Karpatoněmecká strana 13883 (10), Spojená maďarská strana 10938 (8), HSĽS 8129 (6), Židovská strana 3087 (2), KSČ 2856 (2), Demokr. sdruž. protifašist. Němců, Maďarů a Židů 1026 (1), Něm. zemská křesťansko sociální strana 862 (0), DSAP 570 (0), Strana nezaměstnaného a chudého lidu 186 (0), NOF 140 (0), Obč. str. křesť. rolníků a dělníků a Nár. liga 91 (0), Odb. jednota domovníků, vrátných a domácích zaměstnanců 69 (0), Nár. liga Martina Lieskovského 63 (0)           |
| Broumov                       | SdP 3681 (29), Čs. vol. skupina 486 (4), DSAP 218 (2), KSČ 198 (1) |
| Bruntál                       | SdP 4878 (30), DSAP 751 (5), Jednotná česká volební skupina 271 (1), KSČ 93 (0) |
| Břeclav                       | ČSNS 1768 (9), ČSDSD 995 (5), KSČ 828 (4), SdP 828 (4), ČSL 750 (4), RSZML 687 (4), ČŽOSS 483 (2), Žid. strany 344 (2), RSZML - Domovina 235 (1), RSZML - Odb. jednota republ. zaměstn. 234 (1), DSAP 169 (0), Voleb. sdruž. nezaměstn. a zaměstn. dělníků 151 (0), Národní liga 133 (0) |
| Čáslav                        | ČSNS 1532 (11), ČSL 838 (6), ČSDSD 792 (5), ČŽOSS 757 (5), KSČ 522 (4), NSj. 403 (3), RSZML 395 (2), Nár. liga 40 (0) |
| Česká Lípa                    | SdP 6247 (25), ČSNS 1134 (5), ČSDSD 542 (2), KSČ 389 (1), DSAP 386 (2), české obč. strany 321 (1) |
| Česká Třebová                 | ČSNS 2157 (13), ČSDSD 1464 (9), ČŽOSS 748 (4), KSČ 502 (3), ČSL 500 (3), NSj. 393 (2), RSZML 263 (2) |
| Český Krumlov                 | SdP 3703 (25), česká kandidátka 1206 (8), KSČ 277 (2), DSAP 142 (1) |
| Dačice                        | ČŽOSS 435 (9), KSČ 282 (5), ČSDSD 256 (5), ČSL 246 (4), ČSL - děl. a zam. 209 (4), RSZML 75 (1), ČSNS 75 (1), ČSL - zeměd. 51 (1), NSj. 27 (0) |
| Děčín                         | SdP 6704 (28), DSAP 671 (3), ČSNS 600 (3), ČSDSD 519 (2) |
| Duchcov                       | SdP 3669 (16), ČSNS 1475 (6), ČSDSD 1357 (6), KSČ 713 (3), DSAP 540 (2), NSj. 378 (2), ČŽOSS 249 (1) |
| Dunajská Streda               | Maď. opozice 1334 (18), Židé 556 (7), Slovenská jednota 486 (7), KSČ 314 (4) |
| Falknov nad Ohří (Sokolov)    | SdP 5767 (29), DSAP 678 (4), česká kandidátka 596 (3), KSČ 70 (0) |
| Frýdlant                      | SdP 3489 (30), Česká volební skupina 364 (3), KSČ 260 (2), DSAP 98 (1) |
| Frývaldov (Jeseník)           | SdP 4302 (33), česká kandidátka 302 (2), DSAP 130 (1), KSČ 69 (0) |
| Hořice                        | ČSNS 1373 (11), ČŽOSS 988 (7), KSČ 800 (6), ČSL 505 (4), ČSDSD 479 (3), NSj. 461 (3), RSZML 319 (2) |
| Hořovice                      | ČSNS 838 (10), ČSDSD 694 (8), KSČ 295 (4), ČŽOSS 268 (3), Skup. Aloise Srpa 263 (3), NSj. 237 (3), ČSL 226 (3), RSZML 140 (2) |
| Horní Litvínov                | SdP 4311 (25), česká kandidátka (ČSNS, ČŽOSS, ČSL, RSZML) 788 (4), DSAP 482 (3), ČSDSD 390 (2), KSČ 380 (2) |
| Chomutov                      | SdP 17018 (32), DSAP 1972 (4), ČSNS 1135 (2), KSČ 969 (2), ČSDSD 914 (1), česká obč. kandidátka 614 (1) |
| Chrudim                       | ČSSD 2343 (11), ČSNS 1475 (7), Národní sjednocení 1282 (6), ČŽOSS 972 (5), RSZML 656 (3), ČSL 617 (3), KSČ 314 (1) |
| Humpolec                      | ČSNS 619 (6), ČSL 538 (6), KSČ 533 (5), Místní pol. org. str. soc. 511 (5), ČŽOSS 445 (4), ČSDSD 339 (4), NSj. 331 (3), RSZML 209 (2), ČSNS - odb. organizace 107 (1) |
| Jablonec nad Nisou            | SdP 18577 (34), česká kandidátka 3391 (6), KSČ 805 (1), DSAP 566 (1) |
| Jáchymov                      | SdP 3933 (31), čs. vol. skup. (ČSNS, RSZML, ČSDSD) 310 (2), DSAP 294 (2), KSČ 119 (1) |
| Jaroměř                       | ČSDSD 1306 (10), ČSNS 1169 (8), ČŽOSS 716 (6), KSČ 630 (4), RSZML 533 (4), ČSL 326 (2), NSj. 209 (2) |
| Jičín                         | Občanský blok 3048 (17), ČSNS 1835 (11), KSČ 763 (4), ČSDSD 694 (4) |
| Jihlava                       | SdP 7418 (15), ČSDSD 4705 (10), ČSNS 2979 (7), ČSL 1567 (3), KSČ 894 (2), ČŽOSS 868 (2), RSZML 668 (1), NSj. 571 (1), Čs. Domov 241 (1), Hosp. skupina 215 (0), Národní liga 141 (0) |
| Jilemnice                     | ČSNS 666 (9), NSj. 621 (8), ČŽOSS 346 (4), ČSL 270 (4), RSZML 224 (3), ČSDSD 107 (1), KSČ 89 (1) |
| Jindřichův Hradec             | Sdruž. české obč. strany 2655 (16), ČSDSD 1890 (12), ČSNS 994 (6), KSČ 240 (1), SdP 208 (1) |
| Jirkov                        | SdP 3634 (31), DSAP 327 (3), čs. vol. skup. 197 (1), KSČ 160 (1) |
| Kladno                        | KSČ 3856 (13), ČSDSD 3212 (10), ČSNS 1601 (5), NSj. 1574 (5), ČŽOSS 1258 (4), ČSL 736 (2), SdP 445 (1), Majitelé domů (RSZML) 254 (1), RSMZL 187 (1) |
| Klatovy                       | ČSDSD 1739 (8), RSZML 1323 (6), ČSNS 1281 (6), NSj. 1069 (4), KSČ 1035 (5), ČŽOSS 879 (4), ČSL 777 (3) |
| Kolín                         | ČSNS 3107 (10), ČSDSD 2762 (8), ČŽOSS 1450 (5), KSČ 1343 (4), ČSL 1240 (3), Národní sjednocení 1076 (3), RSZML 707 (2), Národní liga 116 (0) |
| Komárno                       | Spoj. maďar. opozice 4760 (21), KSČ 1680 (7), Slov. jednota pre ČSR 1245 (5), ČSDSD 1079 (5), Židé 511 (2), Maďar. měst. dem. str. 446 (2), NOF 25 (0) |
| Kostelec nad Orlicí           | KSČ 590 (7), ČSL 579 (7), ČŽOSS 552 (6), ČSNS 508 (6), ČSDSD 389 (4), NSj. 346 (4), RSZML 206 (2) |
| Kralupy nad Vltavou           | ČSNS 1663 (10), ČSDSD 1316 (7), ČSDSD - sdruž. vol. pro hosp. rozvoj 859 (5), NSj. 743 (4), KSČ 665 (4), ČŽOSS 588 (3), RSZML 310 (2), ČSL 266 (1) |
| Kraslice                      | SdP 7554 (31), DSAP 978 (4), Česká volební skupina 250 (1), KSČ 211 (0) |
| Kročehlavy                    | KSČ 2165 (10), ČSNS 1768 (8), ČSDSD 1388 (7), NSj. 722 (4), ČŽOSS 478 (2), Maj. domů (RSZML) 429 (2), ČSL 357 (2), DSAP 158 (1) |
| Liberec                       | SdP 19766 (33), česká kandidátka 3788 (6), Dem. Walhblock 1106 (2), KSČ 899 (1) |
| Litomyšl                      | ČSL 815 (7), NSj. 731 (6), ČSNS 676 (6), ČŽOSS 536 (5), ČŽOSS 534 (5), ČSDSD 433 (4), RSZML 223 (2), NOF 157 (1) |
| Litoměřice                    | SdP 7394 (24), ČSNS 1582 (5), Spoj. čs. nár. strany 1047 (3), ČSDSD 480 (2), Sdruž. židov. strany 292 (1), DSAP 260 (1), KSČ 226 (0) |
| Louny                         | ČSNS 2034 (9), KSČ 1723 (8), ČSDSD 1397 (6), NSj. 1209 (6), ČŽOSS 585 (3), RSZML 412 (2), ČSL 378 (1), Opoz. lid. str. (Zelenka) 234 (1) |
| Mnichovo Hradiště             | Občanská nár. jednota (NSj., ČŽOSS, RSZML, ČSL) 1281 (15), ČSNS 512 (6), KSČ 406 (5), ČSDSD 320 (4) |
| Moravská Třebová              | SdP 3770 (28), DSAP 631 (5), kand. čs. lidu 360 (3), KSČ 97 (0) |
| Moravské Budějovice           | ČSDSD 766 (10), ČSL 559 (7), ČŽOSS 391 (5), ČSNS 291 (3), RSZML 202 (2), KSČ 152 (2), Nsj. 109 (1) |
| Most                          | SdP 10671 (26), ČSNS 2415 (6), ČSDSD 1256 (3), české obč. strany 1234 (3), KSČ 716 (2), DSAP 572 (1), Židé 374 (1), Nár. liga 80 (0) |
| Nejdek                        | SdP 4086 (25), DSAP 1261 (8), KSČ 317 (2), Česká volební skupina 190 (1) |
| Německý Brod (Havlíčkův Brod) | ČSNS 1445 (9), ČŽOSS 1080 (6), KSČ 1028 (6), ČSDSD 827 (5), ČSL 616 (3), NSj. 569 (3), RSZML 546 (3), Národní liga 137 (0) |
| Nitra                         | Sjednocená maď. str. 2698 (11), HSĽS 2140 (9), ČSDSD 2064 (9), ČSNS 806 (4), KSČ 646 (3), Židé 628 (2), RSZML 418 (2), ČSL 286 (1), NSj. 165 (1), RSZML - odb. j. 153 (0), ČSNS - živnostn. 146 (1), SNS 90 (0), ČŽOSS 70 (0) |
| Nová Paka                     | ČSNS 983 (8), KSČ 867 (7), ČŽOSS 806 (7), ČSDSD 537 (5), NSj. 563 (4), ČSL 451 (3), RSZML 247 (2) |
| Nový Bydžov                   | NSj. 849 (8), ČŽOSS 726 (7), ČSNS 696 (6), KSČ 539 (4), ČSDSD 519 (5), ČSL 382 (3), RSZML 306 (3), RSZML - odb. jedn. 85 (0) |
| Nový Jičín                    | SdP 5725 (23), ČSDSD 901 (4), Spojené české strany (ČSNS, ČŽOSS, NSj., RSZML) 852 (3), DSAP 731 (3), ČSL 678 (3), KSČ 120 (0) |
| Opava                         | SdP 13833 (29), ČSNS 1917 (4), ČSL 1156 (2), DSAP 679 (2), ČSDSD 635 (1), Židé 509 (1), RSZML 470 (1), NSj. 360 (1), ČŽOSS 280 (1) |
| Pardubice                     | ČSNS 4419 (10), ČSDSD 4083 (10), NSj. 2287 (6), KSČ 2206 (5), ČŽOSS 1999 (5), ČSL 1292 (3), RSZML 1265 (3), NOF 190 (0) |
| Pelhřimov                     | KSČ 939 (9), ČŽOSS 769 (8), ČSNS 564 (6), ČSL 526 (5), RSZML 385 (3), ČSDSD 335 (3), NSj. 193 (2) |
| Poděbrady                     | ČSNS 1450 (10), NSj. 729 (5), ČSDSD 695 (5), ČŽOSS 661 (5), KSČ 487 (3), RSZML 474 (3), ČSL 373 (2), Pol. neváz. skup. 332 (2), Nepol. skup. 111 (1) |
| Podmokly                      | SdP 10133 (29), DSAP 2609 (8), ČSNS 1057 (3), ČSDSD 664 (2), KSČ 301 (0), Sdruž. české strany 291 (0) |
| Poprad                        | Slovenská jednota 642 (10), HSĽS 512 (8), Spišští Němci 296 (4), KSČ 293 (4), Maď. opozice 147 (2), Karpathen opos. 146 (2) |
| Praha                         | ČSNS 142430 (26), KSČ 90471 (17), ČSDSD 77535 (14), NSj. 64784 (12), ČSL 37542 (7), ČŽOSS 35734 (7), Nár. liga 29270 (6), RSZML 19567 (4), SdP 15423(3), Žid. strana 9006 (2), Čs. Domov majit. domů a domků 8212 (1), NOF 8035 (1), Wahlblock der dem. Deutschen 4849 (0), Nár. vol. skup. 3695 (0), Nep. hosp. skup. nájem. a neodv. vol. 2016 (0), ČND - zakl. Karel Kramář 1655 (0), RSZML - odb. jedn. rep. zam. 1405 (0), Nár. str. křesť. 1231 (0), Obč. svaz na obranu státu 811 (0), Všeodb. hnutí čs. zam. v Praze 503 (0) |
| Přeštice                      | ČSDSD 644 (8), ČSNS 629 (7), ČŽOSS 463 (6), ČSL 241 (3), RSZML 234 (3), KSČ 177 (2), NSj. 95 (1) |
| Přerov                        | ČSDSD 3800 (13), ČSNS 2082 (7), ČSL 1970 (7), ČŽOSS 1726 (6), KSČ 863 (3), NSj. 848 (3), RSZML 818 (3), NOF 130 (0) |
| Rakovník                      | ČSNS 1851 (10), KSČ 1782 (9), ČSDSD 1437 (7), ČŽOSS 686 (4), NSj. 513 (3), RSZML 306 (1), Spolek maj. nemovitostí a domů 296 (1), ČSL 226 (1) |
| Rokycany                      | ČSDSD 1638 (11), NSj. 1204 (9), ČSNS 813 (6), KSČ 581 (4), ČŽOSS 498 (4), ČSL 253 (1), RSZML 218 (1) |
| Rumburk                       | SdP 5806 (31), Čs. lid. kand. list. 412 (2), KSČ 334 (2), DSAP 313 (1) |
| Ružomberok                    | HSĽS 3368 (17), KSČ 770 (4), ČSDSD 502 (2), Nár. prac. blok 437 (2), Židé 424 (2), Evangel. str. 401 (2), ČSNS 357 (2), ČSL 243 (1), obč. str. Villa-Ludrová 236 (1), Slov. kř. soc. odb. sdruž. 191 (1), ČŽOSS 186 (1), Roln. a robot. na Bielom pot. 100 (1) |
| Rybáře                        | SdP 5697 (27), DSAP 938 (5), Česká vol. skup. 745 (4), KSČ 141 (0) |
| Rychnov nad Kněžnou           | ČSL 620 (6), ČŽOSS 595 (6), ČSNS 593 (6), NSj. 456 (5), ČSDSD 288 (3), KSČ 208 (2), RSZML 192 (2) |
| Semily                        | ČSNS 519 (7), ČSDSD 482 (7), NSj. 292 (4), ČŽOSS 277 (4), KSČ 253 (4), ČSL 232 (3), RSZML 93 (1) |
| Slezská Ostrava               | KSČ 3911 (14), NSj. 2549 (9), ČSDSD 2019 (7), ČSNS 1334 (5), ČSL 788 (3), SdP 547 (2), ČŽOSS 323 (1), RSZML 319 (1), NOF 187 (0), Čs. křesť-soc. str. 93 (0), Obč. str. nepolit. 74 (0) |
| Stříbro                       | SdP 2508 (28), DSAP 377 (4), Česká kandidátka 242 (3), KSČ 79 (1) |
| Sušice                        | ČSDSD 1410 (11), NSj. 915 (7), ČSL 600 (5), ČSNS 591 (5), ČŽOSS 470 (4), KSČ 355 (2), RSZML 256 (2) |
| Svitavy                       | SdP 5779 (29), česká kandidátka 710 (4), DSAP 695 (3), KSČ 62 (0) |
| Šluknov                       | SdP 3329 (33), DSAP 202 (2), česká kandidátka 155 (1) |
| Šternberk                     | SdP 6266 (27), DSAP 1277 (6), Spoj. čs. strany 706 (3), KSČ 148 (0) |
| Šumperk                       | SdP 7940 (30), česká kandidátka 1228 (5), DSAP 492 (1), KSČ 58 (0) |
| Tachov                        | SdP 3694 (31), DSAP 425 (3), Česká volební skupina 236 (2), KSČ 58 (0) |
| Telč                          | ČSL 636 (8), ČŽOSS 393 (5), RSZML 402 (4), Nez. kandidátka 297 (3), ČSNS 267 (3), KSČ 256 (3), NSj. 182 (2), ČSDSD 149 (2) |
| Teplice-Šanov                 | SdP 13932 (29), Česká volební skupina 3161 (6), DSAP 1408 (3), Židé 1390 (3), KSČ 644 (1) |
| Třebíč                        | ČSNS 2687 (11), KSČ 2277 (9), ČSL 1541 (6), ČSDSD 889 (4), ČŽOSS 854 (3), NSj. 437 (2), RSZML 245 (1), NOF 54 (0), Národní liga a nár. dem. 48 (0) |
| Třeboň                        | RSZML - 4 kandidátky 676 (7), ČSNS 641 (7), ČSDSD 382 (4), ČSL 342 (4), ČŽOSS 278 (4), NSj. 218 (2), NOF 153 (2), Nepolitická skup. 65 (0), Občanská skupina poplatníků 35 (0) |
| Trnava                        | HSĽS 3227 (12), ČSDSD 2185 (8), KSČ 1531 (5), Sjednocená maď. str. 932 (3), ČŽOSS 824 (3), Židé 697 (3), ČSNS 483 (2), RSZML 439 (2), ČSL 366 (1), Sloven. fašist. jednota 312 (1), Nezaměstnaní 291 (1), NSj. 197 (1), NOF 186 (0), SNS 160 (0), RSZML - domkáři 133 (0), Židé 131 (0) |
| Trnovany                      | SdP 6657 (23), DSAP 966 (3), ČSNS 921 (3), ČSDSD 749 (2), KSČ 550 (2), čs. občanské strany 525 (2), Židé 287 (1) |
| Trutnov                       | SdP 7263 (26), Česká kandidátka 2085 (7), DSAP 708 (3), KSČ 96 (0) |
| Turnov                        | ČŽOSS 982 (7), NSj. 866 (7), ČSNS 845 (6), ČSNS - stát. soukr. učit. a pens. 564 (4), NSj. - Odb. úř. zříz. a pens. 471 (3), ČSDSD 458 (3), ČSL 436 (3), KSČ 303 (2), RSZML 213 (1) |
| Uherský Brod                  | ČSNS 1436 (14), ČSL 948 (9), RSZML 533 (5), ČŽOSS 403 (4), Židé 257 (2), ČSDSD 145 (1), NSj. 68 (1), KSČ 96 (0) |
| Ústí nad Labem                | SdP 19874 (29), DSAP 3032 (4), ČSNS 2501 (4), KSČ 1338 (2), české obč. strany 1145 (2), ČSDSD 825 (1), Jüdische Partei 588 (0) |
| Varnsdorf                     | SdP 11553 (33), DSAP 1500 (4), KSČ 1120 (3), Česká vol. skup. 827 (2) |
| Vejprty                       | SdP 6549 (31), KSČ 574 (3), DSAP 253 (1), Česká volební skupina 205 (1) |
| Vsetín                        | KSČ 767 (7), ČSDSD 703 (6), ČSNS 531 (4), ČSL 481 (4), ČŽOSS 427 (4), Obč. str. nepol. hospod. (Sousedík) 383 (3), NSj. 228 (2), RSZML 202 (2), ČSL - Zem. a malorol. 197 (2), Domov. na Vset. a Jasenicích 164 (1), Křesť. sociál. 102 (1) |
| Vratislavice                  | SdP 3694 (29), KSČ 544 (4), ČSNS 191 (1), DSAP 128 (1), ČSDSD 118 (1) |
| Vrchlabí                      | SdP 3671 (29), Česká volební skupina 671 (6), DSAP 137 (1), KSČ 105 (0) |
| Vysoké Mýto                   | ČSNS 1215 (9), ČŽOSS 771 (6), ČSDSD 762 (6), KSČ 668 (5), RSZML 542 (4), ČSL 509 (3), NSj. 287 (2), NOF 107 (1) |
| Žatec                         | SdP 9038 (27), Česká volební skupina 1812 (5), DSAP 941 (3), KSČ 364 (1) |
| Město Žďár (nad Sázavou)      | ČSNS 548 (8), ČSL 531 (8), KSČ 360 (5), ČŽOSS 256 (4), RSZML 228 (3), ČSDSD 93 (1), NSj. 71 (1), Národní liga 45 (0) |
| Žilina                        | HSĽS 2619 (13), ČSDSD 1366 (6), KSČ 1047 (5), Židé 1034 (4), ČSNS 902 (4), RSZML 471 (3), ČSL 304 (1), ČŽOSS 222 (0), SNS 83 (0), Slov. jedn. a NOF 64 (0) |